# Club Social Deportivo Pacífico
El Deportivo Pacífico es un club de fútbol de peruano de la ciudad de Zarumilla en el Departamento de Tumbes. Fue fundado en 1945 y juega en la Copa Perú.

## Historia
El cuadro zarumillense es el único equipo del departamento de Tumbes que ha jugado en Primera División cuando participó de los Campeonatos Regionales del Perú en la zona norte. 
De la mano del entrenador Víctor 'Pitín' Zegarra en el primer Regional del Campeonato Descentralizado 1990 le ganó por 2-1 al UTC de Cajamarca en un partido extra clasificando como representante de la zona Norte a la preliguilla. En esa fase enfrentó a Sport Boys empatando 0-0 en la ida en el estadio Alejandro Villanueva. El partido de vuelta fue programado por la ADFP en el estadio Miguel Grau de Piura pese a la oposición de los dirigentes del Pacífico que querían jugar en el estadio Mariscal Cáceres de Tumbes. Finalmente el cuadro granate no se presentó al partido y la Comisión de Justicia de la FPF declaró ganador al Sport Boys.

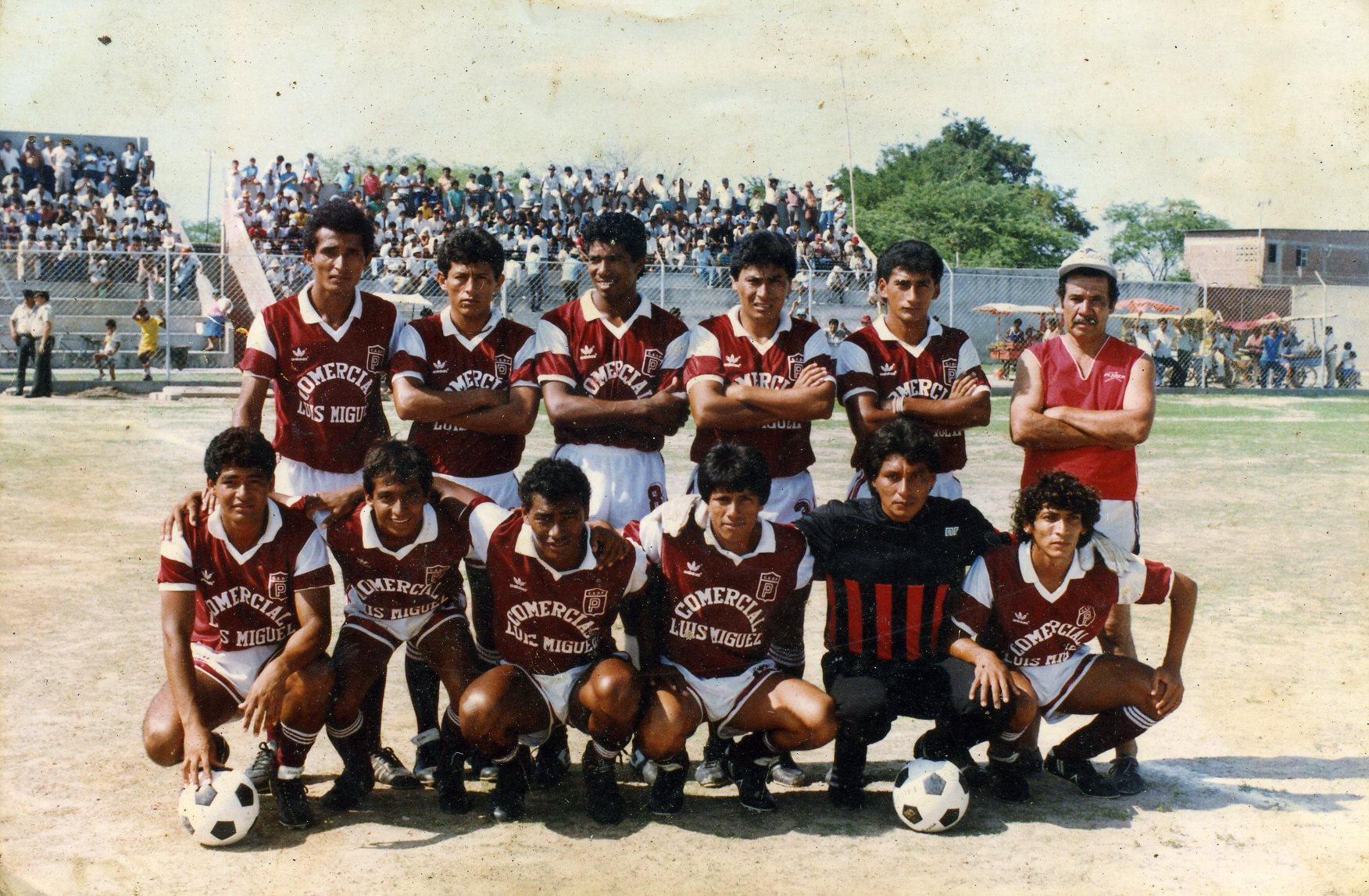
Foto del equipo de fútbol de Pacífico.

En el Campeonato Descentralizado 1991 no clasificó a las preliguillas finalizando igualado en el tercer lugar de la tabla acumulada de la Zona Norte con el Carlos A. Mannucci. Ante este cuadro debió jugar un desempate por el último cupo de la zona para el Descentralizado 1992 ante la reducción de equipos de Primera División. El partido se jugó en el Estadio Nacional de Lima y fue favorable al Mannucci por 3-0. Al año siguiente participó del Torneo Zonal 1992 pero no logró clasificar a la liguilla final y regresó a la Copa Perú.

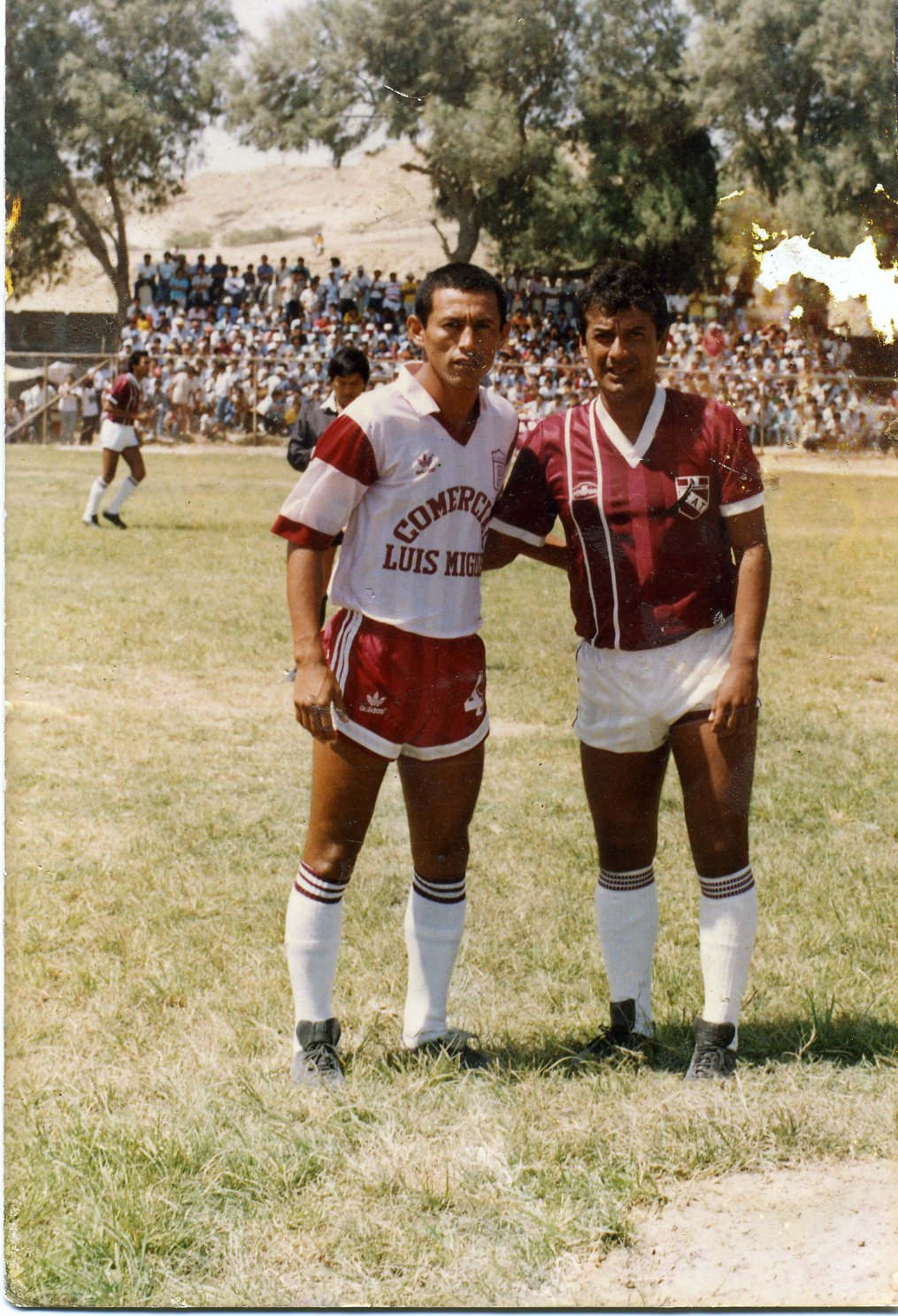
Los capitanes

Con la creación de la Liga Superior de Tumbes en 2009 participó de este torneo finalizando en tercer lugar en su primera edición. Al año siguiente fue subcampeón tras eliminar al Sport Pampas, perdiendo luego la final con Sporting Pizarro y accediendo a la Etapa Departamental de la Copa Perú donde fue eliminado.
En 2016 retornó a su liga distrital donde no pudo entrar a la liguilla por el título y fue eliminado. En 2019 fue subcampeón distrital y clasificó a la Etapa Provincial donde fue eliminado.

## Estadio

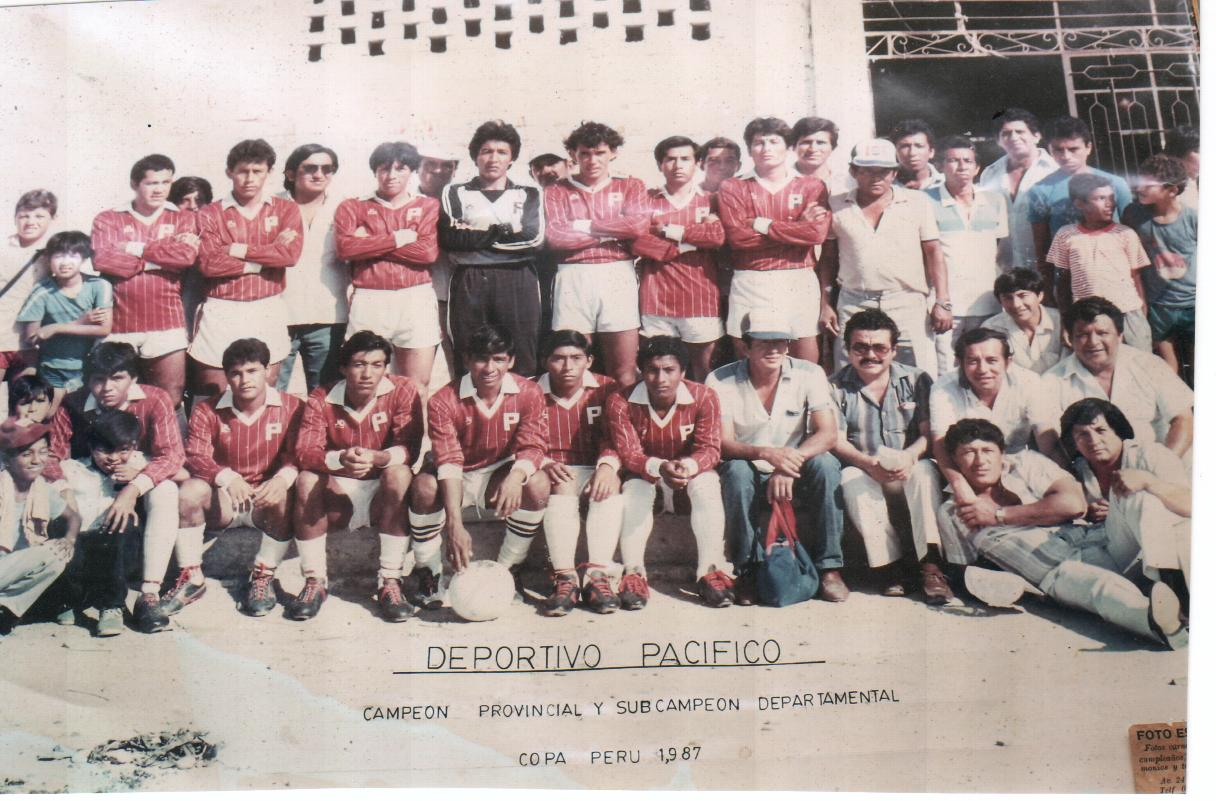
Campeón Copa Perú

## Sede
El club cuenta con su local propio ubicado en el jirón Tumbes Nº 214 en la ciudad de Zarumilla.

## Datos del club
- Temporadas en Primera División: 2 (1990-1991).

## Entrenadores
- Víctor Zegarra (1990)
- Alemao Valdhez (2009)

## Palmarés
| Competición regional                   | Títulos     | Subcampeonatos |
| -------------------------------------- | ----------- | -------------- |
| Campeonato Regional - Zona Norte (1/0) | 1990-I.     |                |
| Liga Departamental de Tumbes (1/1)     | 1988.       | 1987.          |
| Liga Superior de Tumbes (0/1)          |             | 2010.          |
| Liga Provincial de Zarumilla (2/0)     | 1987, 1988. |                |
| Liga Distrital de Zarumilla (2/2)      | 1987, 1988. | 1997, 2019.    |